# GSC 03549-02811
Coordenadas:  19h 07m 14.035s, +49° 18′ 59.07″
GSC 03549-02811 A (referido como TrES-2 ou TrES-2 A em referência ao seu exoplaneta) é uma estrela amarela da sequência principal semelhante ao Sol. Esta estrela está localizada a aproximadamente 718 anos-luz de distância da Terra na constelação de Draco. A magnitude aparente da estrela é de 11.41, o que significa que não é visível a olho nu, mas pode ser vista com um telescópio amador de tamanho médio em uma clara noite escura. A idade desta estrela é de cerca de 5 bilhões de anos.

## Sistema planetário
Em 2006, o exoplaneta TrES-2b foi descoberto pelo programa TrES usando o método de trânsito. Está também dentro do campo de visão da Missão Kepler. Este sistema continua a ser estudado por outros projetos e os parâmetros são continuamente melhorados. O planeta orbita a estrela principal.
Apesar de TrES-2b é atualmente o mais escuro exoplaneta conhecido, refletindo menos de 1% da luz solar local, ele mostra um brilho vermelho fraco. Supõe-se ter rotação sincronizada bloqueada pela sua estrela-mãe.

## Estrela binária
Em 2008 foi realizado um estudo de 14 estrelas com exoplanetas que foram originalmente descobertos pelo método de trânsito através de telescópios relativamente pequenos. Estes sistemas foram reexaminados com o telescópio refletor de 2.2M no Observatório de Calar Alto, na Espanha. Este sistema de estrelas, junto com outros dois, foi determinado como sendo um sistema estelar binário até então desconhecido. A estrela secundária previamente desconhecida é de magnitude fraca 15 de Classe K, separada por cerca de 232 AU da estrela principal, parecendo o deslocamento da principal em cerca de um segundo de arco nas imagens.

## A Missão Kepler

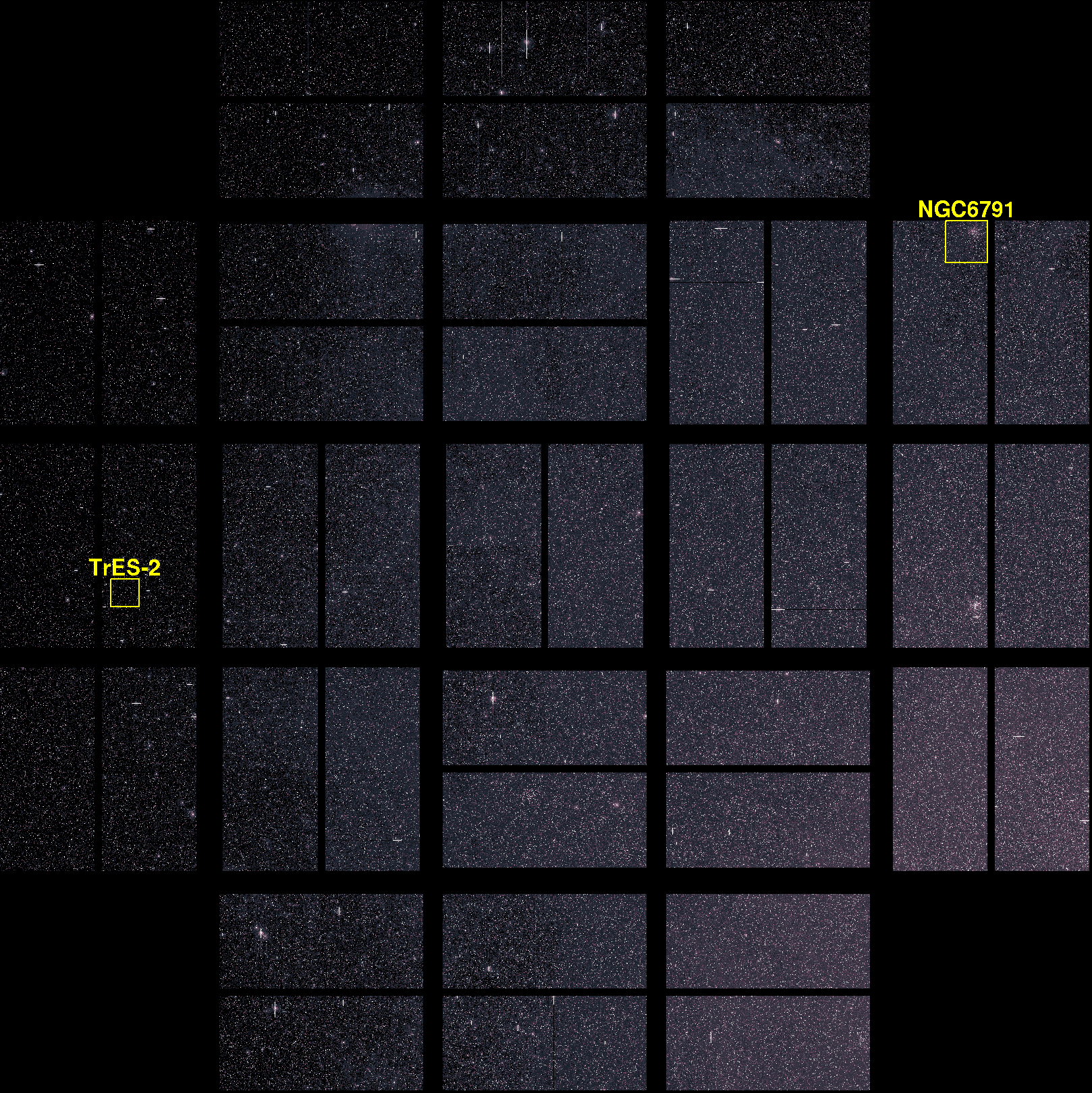
Uma imagem do Kepler com TrES-2b e um outro ponto de interesse delineado.

Em março de 2009 a NASA lançou a sonda Kepler. Esta sonda espacial é uma missão dedicada a descobrir exoplanetas pelo método de trânsito a partir da órbita solar. Em abril de 2009 o projeto liberou as primeiras imagens da sonda e a TrES-2b foi um dos dois objetos de destaque nestas imagens. Embora TrES-2b não é o único exoplanetário conhecido no campo de visão dessa sonda mas foi o único identificado nas primeiras imagens. Este objeto é importante para a calibração e check-out.